# 罗卡迪卡韦
罗卡迪卡韦（義大利語：Rocca di Cave），是意大利拉齐奥大区罗马首都广域市的一个市镇。总面积11.11平方公里，人口392人，人口密度35.3人/平方公里（2009年）。ISTAT代码为058085。位于罗马以东55千米处。